# Chris Antonetti
Pour les articles homonymes, voir Antonetti.
Chris Antonetti, né en 1974 ou 1975 dans le Connecticut aux États-Unis, est le président des opérations baseball des Indians de Cleveland, un club de la Ligue majeure de baseball. D'octobre 2010 à octobre 2015, il est directeur général et vice-président exécutif des Indians.
Diplômé en administration des affaires de l'université de Georgetown en 1996 et en management du sport de l'université du Massachusetts d'Amherst en 1997, Antonetti est assistant-directeur du développement des joueurs et du recrutement chez les Expos de Montréal de la Ligue majeure de baseball en 1998 avant de rejoindre les Indians de Cleveland en 1999. Assistant aux opérations baseball durant trois ans, il est promu au poste d'assistant au directeur-gérant Mark Shapiro lorsque celui-ci est engagé en novembre 2001. Antonetti lui succède en octobre 2010 lorsque Shapiro est lui-même promu au poste de président du club.
Antonetti est promu au poste de président des opérations baseball des Indians le 6 octobre 2015 et cède sa place de directeur général à Mike Chernoff, son assistant depuis 2010.